# 塩尻市立吉田小学校
塩尻市立吉田小学校（しおじりしりつ よしだしょうがっこう）は、長野県塩尻市にある公立小学校。

## 所在地
〒399-0701 長野県塩尻市広丘吉田1097番地

## 沿革
- 1975年 - 塩尻市小中学校通学区域審議会発足。
- 1982年4月1日 - 広丘小学校から分離開校[1]

## 通学区域
塩尻市広丘高吉田の全域